# Vor Frelsers Kirke (Assens Kommune)
 For alternative betydninger, se Vor Frelsers Kirke. (Se også artikler, som begynder med Vor Frelsers Kirke)
Vor Frelsers Kirke var indtil 2017 den katolske kirke i Assens.

## Historie
I slutningen af 1924 tog den hollandskfødte katolske præst Jan Josef Maria Cornelis van Rijckevorsel (1877-1949) bopæl i Assens. Han holdt i første omgang gudstjenester i sin lejlighed, men var fast besluttet på, at et sogn skulle oprettes, og en kirke skulle bygges.
Dette skete på rekordtid. Arkitekt Johannes Tidemand-Dal fra Næstved, som netop havde stået for opførelsen af den dérværende Vor Frue Kirke, blev af pastor Rijckevorsel sat til at tegne den kommende kirke i Assens. Dagen efter kirkeindvielsen i Næstved blev grundstenen i Assens lagt, 30. maj 1926. Præcis et år senere, den 29. maj 1927, blev Vor Frelsers Kirke indviet. Sognet blev oprettet som selvstændigt i 1928. Arkitekt Tidemand-Dal tegnede siden den katolske Stella Maris Kirke i Nyborg (indviet 1928), hvor man kan se, at Vor Frelsers Kirke i Assens har været en slags generalprøve. 
Kirken i Assens er opført i røde teglsten med en kamtakket facade og et veldisponeret tårn. Oven over indgangsdøren står en legemsstor Kristus-figur i sandsten. Klokken, med diameter på 80 cm, støbt af det hollandske klokkestøberi Petit & Fritsen, blev indviet i december 1926. Kirkerummet var på 17 x 10 m. De hvide vægge brydes af ni små romanske vinduer med belgiske glasmalerier, scener fra Jesu liv og lignelser: Fødselen i Betlehem, Jesus som 12-årig i templet, brylluppet i Kana, den barmhjertige samaritan, den fortabte søn, Jesus og de små børn, nadverens indstiftelse, opstandelsen og, over orgelpulpituret, den gode hyrde.
Højaltret, oprindeligt i træ, blev ved en restaurering i anledning af kirkens 10-års jubilæum i 1939 erstattet af det senere stenalterbord, hvilende på to svære søjler med brede kapitæler, bærende de seks messinglysestager. Oprindelig har en afstøbning af korpus fra Herlufsholm-altret kronet alteret. Den hængte siden i præsteværelset. Det senere krucifiks i kirken var større og af mere almen og jævn art.
Ved restaureringen i 1939 blev to oprindelige vinduer i korrundingen muret til, og den oprindelige kommunionsbænk i egetræ og gips-korsvejsstationerne, ligeledes i tunge egetræsrammer, blev fjernet. En kommunionsbænk, dannet af et smedejernsgitter, blev i stedet opsat, men også dén er siden blevet fjernet. Korsvejs-kakler er siden sat op. Den i træ udskårne prædikestol, hvilende på en sandstenssokkel, er ligeledes siden blevet fjernet. Selve prædikestolen dannede imidlertid basis for et nyt alter, som muliggjorde, at præsten kunne celebrere messen med front mod menigheden.
Redemptoristerne, som gennem mange år betjente kirken, havde også i Assens opsat deres Maria-nådebillede: "Vor Frue af den stedsevarende hjælp". Montfortkommunitetet, som i 2005 overtog ansvaret for Assens, lod, som led i deres istandsættelse af kirken, indrette et kapel med dette nådebillede i det tidligere dåbskapel bagerst i kirken. Sten-døbefonten fik samtidig plads i kirkens midtergang, og gjorde tjeneste som kombineret døbefont/vievandskar, og mindede indtrædende om dåbens nåde og konsekvens.
I de fire nicher står nu statuer af Jomfru Maria, Guds Nådes Moder og Midlerinde, Sankt Josef, Skt. Antonius og Skt. Louis-Marie Grignion de Montfort, den montfortanske ordensfamilies grundlægger (1673-1716).
I maj 2007 fik kirken et 'rigtigt' orgel, et såkaldt 4-stemmers positiv, som har fundet plads på pulpituret over kirkens indgangsparti.
Da kirken stod overfor større udgifter til istandsættelse, som bispedømmet ikke mente sig i stand til at afholde, blev kirken i stedet solgt til et privat ejendomsselskab i 2017. Den sidste messe i bygningen blev fejret den 16. maj 2017.

## Eksterne kilder og henvisninger
- Vor Frelsers Kirke hos danmarkskirker.natmus.dk (Danmarks Kirker, Nationalmuseet).
- Vor Frelsers Kirke hos KortTilKirken.dk